# Virginijus Baltušnikas
Virginijus Baltušnikas (Panevėžys, 22 ottobre 1968) è un ex calciatore lituano, di ruolo difensore o centrocampista.

## Carriera
Comincia la sua carriera in Lituania. Gioca poi in Georgia, Russia e Germania.

## Palmarès

### Club

#### Competizioni nazionali
- Campionato lituano: 3

Zalgiris: 1991, 1991-1992, 1998-1999
- Coppa di Lituania: 3

Zalgiris: 1991, 1997
Ekranas: 2000

### Nazionale
- Coppa del Baltico: 1

1992

### Individuale
- Capocannoniere della Coppa del Baltico: 1

1992 (3 reti)